# Missa Catholica
La Missa Catholica ou Missa Sancti Alexii (« Messe catholique » ou « Messe de saint Alexis ») est une messe à 15 voix, vocales et instrumentales, composée par Heinrich Biber en 1680, dont les parties vocales sont perdues.
Elle porte le numéro C 2 dans le catalogue de ses œuvres établi par le musicologue américain Eric Thomas Chafe.

## Présentation

### Structure
La Missa Catholica, en ré mineur, suit l'Ordinaire de la messe catholique. Elle comprend donc cinq mouvements, auxquels s'ajoute une Sonate avant l'Agnus Dei :
1. Kyrie eleison — Christe eleison
2. Gloria —
3. Credo —
4. Sanctus — Osanna — Benedictus
5. Sonata —
6. Agnus Dei —

### Instrumentation
- voix solistes : soprano, alto, ténor et basse
- chœurs : SATB in concerto et in cappella
- orchestre : clarini, violons à 2 parties, violes à 3 parties, violes de gambe
- Orgues et basse continue chiffrée

### Édition moderne
- (de) Dr. Werner Jaksch, Missa Catholica (fragment), Schriesheim, 2011, 49 p.

### Ouvrages spécialisés
- (en) Eric Thomas Chafe, The Church Music of Heinrich Biber, Ann Arbor, UMI Research Press, coll. « Studies in musicology » (no 95), 1987, 305 p. (ISBN 0835717704, OCLC 15053153)